# عمر أورتيغا
عمر أورتيغا (بالإسبانية: Omar Ortega) هو منافس ألعاب قوى أرجنتيني، ولد في 13 ديسمبر 1960 في بوينس آيرس في الأرجنتين.

## وصلات خارجية
- عمر أورتيغا على موقع أوليمبيديا (الإنجليزية)